# Nueva Barcelona del Cerro de Santo
Nueva Barcelona del Cerro de Santo también Conocida como Nueva Barcelona fue un Antiguo Asentamiento en el Estado Anzoátegui que le dio origen a la ciudad de Barcelona en Venezuela, fue Fundada en 1545 como Nueva Barcelona y en 1550 se llamó Nueva Barcelona del Cerro Santo y desapareció en el año 1557.

## Historia
Fue fundada en 1545 por un español llamado Carlos I de España y fue un asentamiento desde el Año 1545 hasta el Año 1557 el asentamiento fue ocupado por Cumangotos en el año 1549 y en el año 1550 los españoles hicieron una batalla entre los Rebeldes Españoles y los Rebeldes Cumanagotos y la llevaba el Nombre Batalla Español e Indígena.

## Desaparición
Durante la Batalla Español e Indígena el Imperio español perdió mucha fuerza e hizo que El Imperio se ha más débil y en 1557 Juan Orpi funda la ciudad de Barcelona.

## La Batalla Español E Indígena
La Batalla Español E Indígena o también Conocida como Colonización española de América llevaron Barcos Españoles a los Cumanagotos pero los Indígenas estaban bien armados pero Fueron derrotados los Indígenas en la Colonización española de América pero España perdió fuerza.